# Luna Park (serie televisiva)
Luna Park è una serie televisiva italiana del 2021 prodotta da Netflix, ideata e scritta da Isabella Aguilar, e diretta da Leonardo D'Agostini e Anna Negri.
La serie è ambientata a Roma negli anni '60. All’interno di un luna park il destino fa incontrare due giovani ragazze: Nora, appartenente a una famiglia di giostrai, e Rosa, nata in una famiglia benestante. Il passato delle due è più intrecciato di quanto non si immaginino: il loro incontro unirà differenti generazioni portando alla luce intrighi, segreti, e la scoperta dell’amore.

## Trama

### Prima puntata -Farfalla
Roma, 1962. La giovane di buona famiglia Rosa Gabrielli, in visita a un luna park con suo fratello Gigi, il fidanzato Matteo e l'amico Simone (fratello di Matteo), chiede alla cartomante Nora Marini se riuscirà a ricongiungersi con sua sorella gemella Adele, rapita vent'anni prima quando avevano un anno e mezzo, e che presenta una voglia rosa a forma di farfalla sulla scapola destra. Nora, che ha un tatuaggio proprio a forma di farfalla nello stesso punto, le risponde che sua sorella è molto vicina a lei, e poco dopo ha un flirt con Simone.
Ettore Marini, fratello minore di Antonio, torna dai suoi viaggi e porta ai propri familiari alcuni regali, tra i quali un nastro dove appare anche Stella, la defunta madre di sua nipote Nora. Nel frattempo Simone accompagna Gigi a Cinecittà per un provino, e nell'attesa vedono passare il noto attore Sandro Ralli; sebbene il test di Gigi sia scadente, l'esaminatrice Daria Dominici afferma di vedere qualcosa in lui e gli propone di lavorare alla Radiotelevisione Italiana.
Nora comincia ad avere dubbi sulle sue vere origini, specie dopo aver riflettuto sul fatto che stranamente solo lei, tra tutti i familiari, ha un tatuaggio, che le è stato fatto da piccolissima, ma nonna Miranda risponde in maniera evasiva. Nora cerca nella roulotte della nonna prove che confermino i suoi sospetti, e trova un trafiletto di un giornale che parla del rapimento della neonata Adele; scoperto inoltre che la villa dei Gabrielli si trova in Via Appia, Nora vi si reca scavalcando un muretto e, giunta nell'ampio giardino con piscina, incrocia lo sguardo di Rosa.

### Seconda puntata -Mocambo
Rosa invita Nora a fare colazione alla villa, ma la ragazza risponde sgarbatamente alla signora Lucia e si affretta ad andarsene. Antonio spiega alla figlia di averla vista per la prima volta quando aveva un anno e mezzo, quando la moglie Stella lo aveva raggiunto negli Stati Uniti d'America affrontando il viaggio da sola.
Tullio Gabrielli, imprenditore edile, invita a cena Doriana e Lando Baldi, i genitori comunisti di Matteo e Simone, dopo avergli sottratto un terreno destinato ai meno abbienti e con l'obiettivo di farseli buoni, ma la serata procede tra varie frecciatine. A un certo punto Simone se ne va infastidito e va al luna park dove discute con Nora in merito alla probabile voglia che nasconde sotto al tatuaggio, e la invita a cena la sera successiva, per non dare nell'occhio quando cercherà di ottenere delle foto esclusive di Ralli con la sua nuova fiamma, Gioia.
Tullio, seppur convinto che Adele sia ormai morta, asseconda la moglie e fa diffondere un nuovo annuncio per ritrovare la figlia scomparsa; l'uomo, su consiglio dell'investigatore privato Fausto Minnella, decide di nascondere una cimice nell'abitazione dei Baldi quando saranno loro a invitarlo a cena. Rosa litiga con Matteo e gli restituisce l'anello di fidanzamento.
All'esclusivo locale "Mocambo", Simone riesce a scattare diverse fotografie a Sandro e Gioia. Successivamente lui e Nora li seguono sulla spiaggia, ma se ne vanno dopo aver sentito urlare Gioia, che è stata appena strangolata da un ubriaco Sandro dopo che lei lo ha rifiutato.

### Terza puntata -Fotografie
Rosa accompagna Nora in soffitta piena di ricordi e le mostra un album di fotografie di lei con Adele. Nora le mostra il tatuaggio a forma di farfalla sulla scapola destra fattole per coprire una voglia della stessa forma, come ha scoperto da un vecchio filmino: è lei Adele. La ragazza però fa promettere a Rosa di non farne parola con i loro genitori, per non stravolgere la sua vita.
Sandro, sconvolto da quello che ha commesso, vorrebbe costituirsi, ma sua madre Elvira e la manager Dominici lo convincono a desistere. Intanto Minnella, che ha agganci loschi con i servizi segreti, ingaggia i fratelli Canio e Cesare Grotta, cugini dei Marini, per far sparire il cadavere di Gioia. Miranda mette in guardia Antonio sui Grotta, coi quali si è messo a "brigare", dicendogli che possono fregarlo.
Dopo aver cenato, Tullio piazza una cimice nello studio di Lando. Rosa e Matteo fanno pace, tornano insieme e consumano il loro primo rapporto a casa di lui. Gigi viene scelto come conduttore del nuovo quiz musicale "Musicherò". Simone e Gigi tentano di scucire a Ralli una confessione ma l'attore, in preda di continue crisi, non si esprime chiaramente. Ettore è costretto ad accettare la richiesta dei Grotta di occultare il corpo di Gioia nel terreno di famiglia. Nora non si fida più di Miranda e pretende che le dica come sono andate veramente le cose, altrimenti ne parlerà con Antonio.

### Quarta puntata -Stella
10 giugno 1940: l'Italia entra in guerra. La giovane equilibrista Stella, moglie di Antonio, è incinta. Ettore e Antonio non ci sono quasi mai perché girano il mondo, e con la guerra è difficile andare e tornare, sebbene moglie e marito si scambino lettere continuamente. A Parigi Antonio, pur di ottenere un lavoro in un locale e mandare soldi alla famiglia, compie un gesto orribile: fa credere ai suoi compari Tina e Salvo Petrucci, che sono ebrei, che qualcuno li ha denunciati e i nazisti stanno per venire a prenderli. Purtroppo Stella subisce un aborto spontaneo, e appena Antonio lo viene a sapere torna a Roma.
Stella rimane nuovamente incinta, e Antonio riparte con Ettore per mettere da parte ancora un po' di soldi. Stella rincontra Tina, la quale le rivela che, mentre stavano scappando da Parigi perché qualcuno li aveva denunciati, lei e Salvo sono stati fermati per un controllo al caravan, ma lui si è spaventato, ha reagito e gli hanno sparato uccidendolo. Stella subisce un altro aborto, e Antonio non risponde alle lettere da più di un anno. Miranda scopre che sua figlia ha scritto al marito una lettera dove afferma che invece è nata una femmina, come desideravano. Un giorno, dopo essersi messa al riparo dopo lo scoppio di una bomba alla Garbatella, Stella scorge dalla finestra di un seminterrato una bimba rimasta sola e decide di prenderla con sé. In seguito Miranda scopre che la piccola è figlia dei Gabrielli ma, vedendo sua figlia così felice, e considerando che lei non poteva avere figli mentre una coppia per di più ricca poteva averne, nonostante la cospicua ricompensa decide di mentire dicendo a Stella che nessuno ha cercato la piccola.
Nora risponde che si tratta di rapimento, ma Miranda risponde che in realtà loro l'hanno salvata dal vero rapitore, un uomo che lei aveva visto entrare proprio nel seminterrato appena dopo che erano uscite. Stella non ha mai saputo che Nora in realtà era Adele Gabrielli, e pensò sempre che era stata abbandonata.
Da quel momento le cose iniziano ad andare bene. Antonio invia una lettera dicendo che si trovava al sicuro a New York. Prima che Stella parta, Miranda le consiglia di tatuare la voglia della bambina e le fa promettere di non tornare. Quando il circo di Mildred Wallace, dove la sua famiglia ha iniziato a lavorare, viene chiuso, Stella decide di tornare in Italia. Qualche tempo dopo Stella si ammala e, sentendo che le mancava poco da vivere, credendo ancora che Nora sia stata abbandonata, si ricrede e pensa che meriti di tornare dalla sua vera madre. Un giorno Miranda ha l'occasione di incontrare proprio Tullio Gabrielli giudicandolo «un coglione». Da allora non ha più avuto rimpianti, perché quella gente non meritava Nora.
Terminato il racconto, Antonio entra nella roulotte e Nora lo abbraccia con molto affetto.

### Quinta puntata -Blow-up
Rosa va al campo per parlare con Nora: quest'ultima spiega alla sorella che preferisce continuare con la sua vita come ha fatto finora, anche perché ama molto suo padre e crede che se lui scoprisse che non è veramente sua figlia potrebbe non riprendersi più. Rosa la accusa di voler lasciar soffrire i suoi veri genitori, e anche Simone, che si è innamorato realmente per la prima volta. Ettore confessa ad Antonio di aver dato i bozzetti della giostra Volare a un'impresa di costruttori, un'offerta dei Grotta.
Grazie alla camera oscura offertagli dal fratello Matteo, che lavora per la Gazzetta d'Italia, Simone migliora la qualità delle foto scattate a Ralli, ottenendo così la prova che ha ucciso Gioia. Sandro teme di aver detto qualcosa a Simone e Giggi la sera prima, e inizia a tenerli d'occhio.
Rosa racconta a Giggi la storia appresa da Nora, compreso il dettaglio del rapitore che assomiglierebbe all'uomo che compare nella foto del loro battesimo, ma il fratello crede che la stiano raggirando. Simone porta Nora nello studio del padre e mostra alla ragazza le foto che provano l'omicidio commesso da Ralli: tramite la cimice installata sotto alla scrivania, la loro conversazione viene udita da Minnella, che telefona immediatamente alla Dominici. Nora conferma a Simone di essere la figlia dei Gabrielli, ma di non volerli più vedere perché ha scelto la famiglia nella quale è cresciuta, e di averlo allontanato perché, essendo vicino ai suoi genitori biologici, è troppo pericoloso e suo padre potrebbe scoprire la verità.
Minnella rassicura Tullio sui coniugi Baldi, ma gli chiede di organizzare una «chiacchierata in privato» con Simone. Rosa mostra la foto del battesimo ai suoi genitori, scoprendo che l'uomo nella foto è Alfio, il padrino, che apparentemente è scappato in America con la famiglia durante la guerra. Rosa, Lucia, Tullio e la servitù assistono alla prima puntata di Musicherò presentata da Giggi, con ospite d'onore Sandro Ralli. Nora ritrova l'intesa con Simone, grazie a lui si fa coraggio e si presenta alla villa dei Gabrielli dove rivela di essere Adele, mostrando loro il tatuaggio che copre la voglia; Tullio però ha uno scoppio di rabbia e, credendo di essere vittima di una truffa, promette che chi ha organizzato la cosa la pagherà.

### Sesta puntata -Volare
Tullio raggiunge il luna park e sferra un pugno ad Antonio, accusandolo di volerlo ingannare, e riconosce Miranda. Nora caccia Tullio, e Antonio le chiede perché gli ha detto che è sua figlia. Di fronte anche ad altri compagni, la ragazza ammette la verità, confermata da Miranda: Nora è figlia dei Gabrielli. Antonio ci rimane così male da allontanarsi senza proferire parola.
La Dominici rivela a Sandro che qualcuno è a conoscenza dell'omicidio. Rosa racconta la verità alla madre e sul probabile rapimento di Adele da parte di Alfio, e poi informa Matteo e Giggi, anche se quest'ultimo rimane dell'idea che si tratti di una truffa. Tullio informa Simone che qualcuno lo vuole uccidere e, senza dargli spiegazioni, gli dice di andarsi a nascondere al luna park; qui il ragazzo viene aiutato ad ambientarsi da Nora, con la quale ha un rapporto intimo.
Minnella ricatta Tullio, presso il quale lavorava prima della guerra: se non si sbrigherà a trovare Simone, rivelerà che venti anni prima è stato proprio lui, Tullio, ad uccidere il suo vecchio amico, omicidio per il quale Minnella l'ha coperto e Tullio ha iniziato a collaborare coi Servizi. Dopodiché, Minnella ordina a Cesare e Canio di rintracciare Simone.
Miranda avverte una sorta di presenza che la conduce nel luogo dove è stato sepolto il cadavere di Gioia; l'anziana affronta Ettore, da lei ritenuto la causa delle disgrazie che si sono abbattute su di loro da quando è tornato, il quale risponde di aver sì dato il terreno ai Grotta su loro richiesta, ma di non sapere che ci avrebbero nascosto la ragazza.
Bartoli informa Tullio che Antonio è incensurato, che tutti hanno solo belle parole per lui, e che un tempo i Grotta lavoravano con lui al luna park ma che a un certo punto è successo qualcosa e Antonio li ha cacciati. I Grotta lavorano con Minnella, il quale collabora con i Servizi segreti e «lava i panni sporchi per i ricchi» facendosi aiutare da gentaglia come loro; infine Bartoli dichiara che se lui ha creduto che sua figlia fosse morta è perché qualcuno gliel'ha lasciato credere.
Nora e Rosa ritrovano affetto l'una per l'altra. Simone parla con Antonio, il quale si ammorbidisce nei confronti di Nora, affermando però di voler sapere tutta la verità da Miranda in persona. Lucia si reca al campo per parlare con Nora, ma Miranda, dopo averle fatto vedere il filmino di famiglia, le dice che, pur comprendendo il suo dolore, una madre Nora l'ha già avuta e non vuole che rovini la vita alla nipote. Anche Tullio giunge al campo: Lucia gli rinfaccia di doversi tenere dentro le emozioni per paura di fare la figura della squilibrata, accusandolo di scoraggiarla quando gli fa comodo, e che è intenzionata a conoscere sua figlia.
Giggi decide di aiutare Simone con un gesto eclatante: poco dopo aver aperto una nuova puntata di Musicherò, mostra dinnanzi a tutto il pubblico e alle telecamere la foto che prova l'omicidio compiuto da Sandro.
Intanto, Nora e Simone scappano da Canio e Cesare, finendo per salire sulle montagne russe, costruite proprio dai Grotta. Questi ultimi svitano i bulloni dei posti occupati dai due ragazzi, lasciando il finale aperto.